# Niebezpieczni intruzi
Niebezpieczni intruzi (tytuł oryg. Home Invasion, inny tytuł polski Niebezpieczni ludzie) – amerykański film fabularny z 2016, wyreżyserowany przez Davida Tennanta według scenariusza Petera Sullivana. W rolach głównych wystąpili Natasha Henstridge, Scott Adkins i Jason Patric. Thriller z elementami horroru, opowiadający historię najścia przestępców na bogaty dom. Światowa premiera odbyła się 2 lutego 2016, w Polsce film wydano 3 marca na DVD. Dystrybutorem był Imperial − Cinepix.

## Fabuła
Troje niebezpiecznych włamywaczy dostaje się do położonego na odludziu, bogatego domu. Chloe i jej przybrany syn Jacob ukrywają się przed nimi, w czym pomaga im Mike, specjalista do spraw systemów alarmowych, utrzymujący z osaczonymi kontakt telefoniczny.

## Obsada
- Natasha Henstridge − Chloe
- Scott Adkins − Heflin
- Jason Patric − Mike
- Kyra Zagorsky − Victoria Knox
- Bella Thorne − Jamie Mitchell
- Michael Rogers − Astor
- William Dickinson − Jacob
- Garry Chalk − szeryf Kane
- Brenda Crichlow − Bess

## Recenzje
Dziennikarz współpracujący z witryną actionfreunde.de uznał film za „pasywny”. Serwis moviemansguide.com wydał thrillerowi ocenę w postaci , podsumowując go jako „znośny”, przeciętny. Timothy Janson (scifimoviepage.com) widział w filmie „połączenie Azylu (2002) i Nieznajomych (2008)”.